# عمر توماس
عمر توماس (بالإنجليزية: Omar Thomas) مواليد 27 فبراير 1982 في فيلادلفيا، هو لاعب كرة سلة أمريكي. بدأ مسيرته الاحترافية في سنة 2005. يحمل الرقم 33. يبلغ طوله 6 قدم 5 بوصة (2.0 م).

## المسيرة الاحترافية
لعب مع باوريد تايغرز في موسم 2005–2006، ثم لعب مع سباستياني باسكت رييتي في الدوري الإيطالي في موسم 2008–2009، ثم لعب مع نيو باسكت برينديزي في موسم 2009–2010، ثم لعب مع إس إس فليتشي سكاندون في الدوري الإيطالي في موسم 2010–2011، ثم لعب مع نادي ريد ستار لكرة السلة في موسم 2011–2012، ثم لعب مع نادي كراسني كريليا لكرة السلة في موسم 2012–2013.

## روابط خارجية
- عمر توماس على موقع كرة السلة الأوروبية.كوم (الإنجليزية)
- عمر توماس على موقع DraftExpress.com (الإنجليزية)
- عمر توماس على موقع كلية كرة السلة في سبورتس رفرنس.كوم (الإنجليزية)
- عمر توماس على موقع ريلجم (الإنجليزية)
- عمر توماس على موقع بروبوليرز (الإنجليزية)
- عمر توماس على موقع سبورتس رفرنس (الإنجليزية)
- عمر توماس على موقع سبورتس رفرنس (الإنجليزية)